# محطة الطاقة الشمسية وادي الماء - باتنة
محطة الطاقة الشمسية بوادي الماء هي محطة طاقة كهرضوئية جزائرية تقع في بلدية وادي الماء التابعة لولاية باتنة

## وصف
تقع المحطة على بعد 5 كم عن بلدية وادي الماء و25 كم عن مدينة باتنة، تتربع على مساحة 4 هكتارات وتنتج مايفوق 10 ميغاواط ساعي كمتوسط يوميا من الكهرباء باستطاعة 2 ميغاواط.
تحتوي على أكثر من 8 ألاف لوح شمسي متوزعة على 182 مصفوفة و68 علبة ربط بمستوياتها الثلاثة و4 عاكسات ومحولين اثنين.
ترتبط بشبكة نقل الكهرياء ذات التوتر المتوسط 30 كيلوفولط عن طريق مركز التفريغ.

## معلومات تقنية عن المحطة
- الاستطاعة: 2 ميغاواط
- القدرة: 10 ميغاواط ساعي / يومي
- المساحة: 4 هكتار
- بداية المشروع: 2016
- بداية الإنتاج: 2017
- تكلفة مالية تقارب 478 مليون دج (3,3 مليون دولار).